# Walter Krueger
Walter Krueger (Flatow, 26 giugno 1881 – Valley Forge, 20 agosto 1967) è stato un generale statunitense che ha prestato servizio nell'esercito statunitense nella prima metà del XX secolo.
È soprattutto conosciuto per aver comandato la 6ª Armata statunitense nel teatro del Pacifico della seconda guerra mondiale.
Nato a Flatow in Prussia occidentale, emigrò negli Stati Uniti da bambino, si arruolò nell'esercito durante la guerra ispano-americana e prestò servizio a Cuba. Nel 1901 fu promosso al grado di sottotenente e nel 1914 venne assegnato alla guardia nazionale della Pennsylvania. Il 23 giugno 1916 il suo reggimento venne mobilizzato per prestare servizio sul confine messicano e, a seguito dell'entrata degli Stati Uniti nella prima guerra mondiale, nell'aprile 1917 fu assegnato alla 84ª Divisione. Nel febbraio 1918, fu trasferito a Langres per attendere la scuola di stato maggiore dell'American Expeditionary Force e, nell'ottobre 1918, diventò capo di stato maggiore del Corpo corazzato statunitense in Europa.
Nel periodo tra le due guerre mondiali, Krueger prestò servizio in numerosi comandi e, su sua richiesta, studiò al Naval War College. Nel 1941 assunse il comando della 3ª Armata, che comandò nelle manovre della Louisiana. Vista la sua età, si aspettava di trascorrere la seconda guerra mondiale in patria ad addestrare truppe ma, nel 1943, venne messo al comando della 6ª Armata, nel teatro del Pacifico sud-occidentale dal generale Douglas MacArthur, guidandola in numerose vittoriose campagne contro le forze imperiali giapponesi.
Nel luglio 1946 Krueger si congedò, ritirandosi a San Antonio in Texas, dove scrisse le sue memorie delle campagne contro i giapponesi, From Down Under to Nippon. Morì di polmonite a Valley Forge in Pennsylvania il 20 agosto 1967, e fu sepolto al Cimitero di Arlington.